# Thelypteris clivalis
Thelypteris clivalis är en kärrbräkenväxtart som beskrevs av Alan Reid Smith. Thelypteris clivalis ingår i släktet Thelypteris och familjen Thelypteridaceae. Inga underarter finns listade.